# سانت إيلاريو دينزا
سانت إيلاريو دينزا (بالإيطالية: Sant'Ilario d'Enza)‏ هي بلدية في مقاطعة ريدجو إميليا في إقليم إميليا رومانيا الإيطالي.

## السكان
في سنة 1861 بلغ عدد السكان 3٬962 نسمة، وتطور العدد ليصل في سنة 2011 لـ 10٬939 نسمة.
يظهر هذا المخطط البياني تطور النمو السكاني لـ سانت إيلاريو دينزا